# Nikola Topić
Nikola Topić (Novi Sad, 10 de agosto de 2005) es un baloncestista serbio que pertenece a la plantilla de los Oklahoma City Thunder de la NBA. Con 1,98 metros de estatura, juega en la posición de base. Es hijo del exjugador y entrenador Milenko Topić.

## Trayectoria deportiva

### Primeros años
Topić creció jugando baloncesto para KK Defense en su Novi Sad natal, desde donde se unió a la cantera del Estrella Roja de Belgrado en junio de 2020.

### Profesional

#### Serbia
El 28 de marzo de 2022 hizo su debut profesional con el Estrella Roja en un partido de la Liga ABA contra el KK Krka esloveno a la edad de 16 años. Anotó 4 puntos y dio 5 asistencias en 16 minutos de juego. Con 16 años, siete meses y dieciocho días, se convirtió en el jugador más joven en la historia del club en anotar puntos para el Estrella Roja en la Liga ABA. El 1 de abril de 2022, Topić hizo su debut en la Euroliga en una derrota por 82-57 ante el Bayern de Múnich, convirtiéndose en uno de los jugadores más jóvenes en jugar en dicha competición, con 16 años y 253 días de edad.
En septiembre de 2022 se marchó cedido al equipo serbio KK Slodes. Regresó al Estrella Roja poco después y jugó con el equipo desde octubre hasta diciembre del mismo año, durante el cual, en un papel limitado, promedió 3,4 puntos en siete partidos de la Liga ABA.
El 9 de enero de 2023, la Liga ABA rechazó y canceló el traspaso de Topić al KK FMP. Finalmente, fue cedido al OKK Beograd por el resto de la temporada 2022-23. Con el OKK Beograd participó en 19 partidos de la Liga Serbia, promediando 17,8 puntos con un 55,2% de tiros de campo, 5,3 asistencias y 3,8 rebotes por partido.
El 17 de julio de 2023 firmó su primer contrato profesional con el Estrella Roja. Al inicio de la temporada 2023-24 fue cedido al equipo serbio KK Mega Basket. Promedió 18,6 puntos, 6,9 asistencias y 3,7 rebotes en 13 partidos, antes de regresar nuevamente al Estrella Roja en diciembre de 2023. El 10 de abril de 2024, ganó el premio Top Prospect de la Liga ABA tras conseguir más de la mitad de los votos. Promedió 17,9 puntos, 6,8 asistencias y 3,6 rebotes cuando ganó el premio.

#### NBA
Fue elegido en la duodécima posición del Draft de la NBA de 2024 por los Oklahoma City Thunder. Pero a finales de julio se somete a una intervención de rodilla por lo que se peredería toda la temporada 2024-25. A pesar de ello el 22 de junio de 2025 se proclamó campeón de la NBA por primera vez en su carrera tras vencer a Indiana Pacers en la Final de la NBA (4-3), sin haber jugado un solo partido en la liga, siendo el tercer jugador más joven en ganar un título NBA.